# Pundeliszki
Pundeliszki (lit. Pundeliškės) − wieś na Litwie, w rejonie solecznickim, 10 km na północ od Solecznik, zamieszkana przez 3 ludzi. Przed II wojną światową w Polsce, w powiecie wileńsko-trockim województwa wileńskiego.